# Ришар, Филипп
Филипп Ришар (фр. Philippe Richard, полное имя — Филипп Огюст Ришар фр. Auguste Philippe Richard; 24 июня 1891, Сент-Этьен, Луара, Франция — 24 декабря 1973, Париж, Франция) — французский актёр.

## Биография
Филипп Ришар родился 26 июня 1891 года в Сент-Этьене, что в департаменте Луара во Франции.
Актерскую карьеру начал в начале 1920-х годов в немом кино.
Снимался в фильмах таких режиссёров, как Герхард Лампрехт, Марк Аллегре, Пьер Бийон, Жульен Дювивье, Макс Офюльс, Саша Гитри, Робер Вернэ, Жорж Лакомб, Рене Клер, Анри Верней и др.
В общем, за время своей кинокарьеры сыграл роли почти в 100 фильмах.
Кроме работы в кино Филипп Ришар выступал также на театральной сцене.